# Tournus
Tournus é uma comuna francesa na região administrativa de Borgonha-Franco-Condado, no departamento Saône-et-Loire. Estende-se por uma área de 24,69 km². Em 2010 a comuna tinha 5 861 habitantes (densidade: 237,4 hab./km²).